# Theodoor van Dijck
Theodoor van Dijck (Tongerlo, 1 maart 1771 - Diest, 15 november 1799) was een Zuid-Nederlands verzetsstrijder, die vooral bekend werd tijdens de Boerenkrijg.
Van Dijck was een klerk bij de notaris-griffier van Westmeerbeek. Toen in 1798 de Boerenkrijg uitbrak werd hij aangesteld als penningmeester van de brigands in de Kempen en onderluitenant bij hun infanterie. Toen de brigands eind 1799 de aftocht bliezen bij Diest verdronk hij. 

## Bron
- MARTENS, Erik, “De Boerenkrijg in Brabant (1798-1799). De opstand van het jaar 7 in het Dijledepartement”, Uitgeverij De Krijger, 2005, blz. 50, 55, 131.